# Love Unlimited (пісня)
«Love Unlimited» — пісня болгарської співачки Софі Маринової, з якою вона представляла Болгарію на пісенному конкурсі Євробачення 2012 в Баку. За результатами другого півфіналу, який відбувся 24 травня, композиція не пройшла до фіналу.